# یوهان ریشلین
یوهان ریشلین (آلمانی: Johann Reuchlin; ۲۲ فوریهٔ ۱۴۵۵ – ۳۰ ژوئن ۱۵۲۲) یک محقق زبان عبری و یونانی اهل آلمان بود.